# Tumbaya

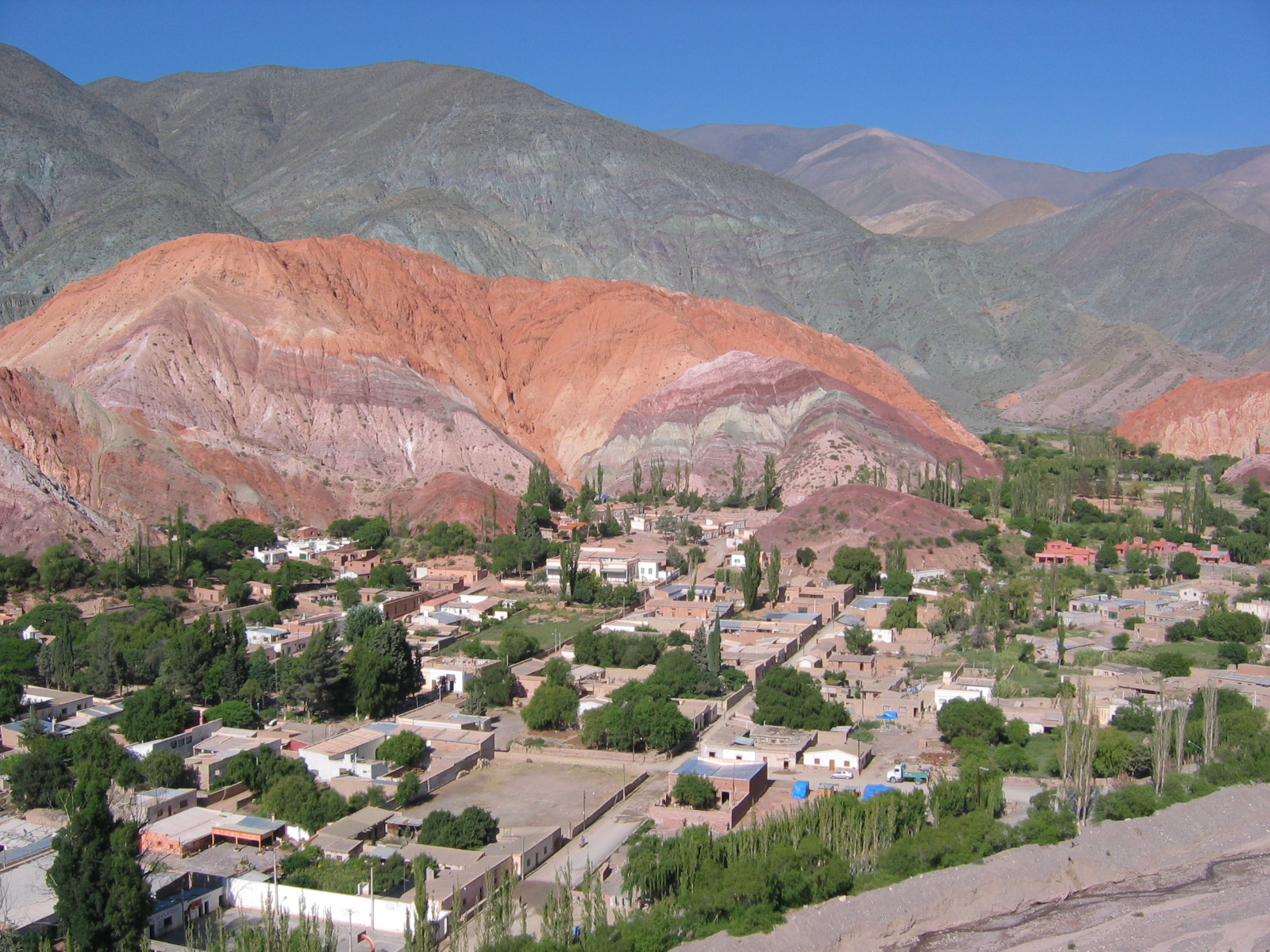
Cerro de los Siete Colores

Tumbaya est une petite ville de la province argentine de la province de Jujuy, située dans le département de Tumbaya, dont elle est le chef-lieu.

## Situation
La ville se trouve sur la rive du río Grande de Jujuy, dans la quebrada de Humahuaca.
Tumbaya est distante de 45 km de la capitale de la province, San Salvador de Jujuy, à 2 247 mètres d'altitude. On y arrive en empruntant la route nationale 9.
- Elle comptait une population de 884 habitants en 2001, en légère baisse de 3,6 % par rapport au recensement de 1991.

## Tourisme
La ville a une architecture coloniale. Tumbaya fait partie du circuit de la Quebrada de Humahuaca. Son climat est tempéré par l'altitude, et sec.
Les curiosités principales sont :
- L'église historique qui date de 1796 avec des peintures de l'école de Cuzco et des pièces d'orfèvrerie. Elle a le statut de Monument Historique National.

- La célébration de la Vierge de la Chandeleur (Virgen de la Candelaria), le 2 février de chaque année.

- La fête populaire de Nuestra Señora de Los Dolores, le 15 septembre.

- Le dimanche des Rameaux (Domingo de Ramos), les pèlerins venus de Punta Corral, à 23 km dansent devant la statue de la Vierge de Copacabana.